# Bazarul din Oradea

Construcția bazarului a început odată cu cea a teatrului, în 1899. Casele din piața teatrului trebuiau dărâmate, dar și bazarul, deja existent, trebuia lărgit și deplasat în așa fel încât noua construcție a teatrului să aibă un cât mai bun amplasament. Astfel, în urma unui concurs pentru antreprenori, Rimanóczy Kálmán jr., se angaja să ridice clădirea teatrului, să lărgească situl destinat teatrului, și să modifice clădirea bazarului astfel încât, prin noua destinație aceasta să aducă un profit net anual de 20000 de forinți.
Aici a funcționat primul cinematograf, teatrul Edison, care avea aranjate fotoliile în amfiteatru, și un bufet englezesc. Acum după mai bine de 100 de ani situația pare puțin schimbată. Această clădire adăpostește magazine, restaurantul Irish Pub, iar în pasajul dintre Piața Teatrului de strada Republicii, sunt vânzătorii de cărți.
În centru, pasajul pietonal, este dominat de un timpan foarte decorat, în partea lui superioară mai păstrând încă emblema orașului.